# فيتالي ريفا
فيتالي ريفا (19 نوفمبر 1974 بدنيبرو في أوكرانيا - ) (بالأوكرانية: Віталій Григорович Рева)‏ هو لاعب كرة قدم أوكراني في مركز حراسة المرمى. شارك مع منتخب أوكرانيا لكرة القدم. أما مع النوادي، فقد لعب مع أرسنال كييف ودينامو كييف ونادي أوليكساندريا ونادي تافريا سيمفروبول والنادي المركزي للجيش كييف وFC Dynamo-2 Kyiv ‏ وFC Obolon Kyiv ‏ وكريفباس كريفي ريه ‏.

## وصلات خارجية
- فيتالي ريفا على موقع اتحاد أوكرانيا (الإنجليزية)
- فيتالي ريفا على موقع قاعدة بيانات كرة القدم.إي يو (الإنجليزية)
- فيتالي ريفا على موقع Soccerway.com (الإنجليزية)
- فيتالي ريفا على موقع عالم كرة القدم.نت (الإنجليزية)